# Sidang Way Puji
Sidang Way Puji is een bestuurslaag in het regentschap Mesuji van de provincie Lampung, Indonesië. Sidang Way Puji telt 2050 inwoners (volkstelling 2010).